# الجبل الأسود (نيويورك)
الجبل الأسود، هو جبل يقع في مقاطعة واشنطن، نيويورك، أعلى نقطة فيه. معزولة عن باقي جبال أديرونداك عن طريق بحيرة جورج، الجبل الأسود. يحتل المرتبة السابعة من حيث البروز الجغرافي بين جميع الجبال في نيويورك.
يقع الجبل الأسود ضمن مستجمعات المياه لبحيرة شامبلين يصب في نهر ريشيليوالكندي ونهر سانت لورانس وفي خليج سانت لورانس. الجانبين الشمالي الغربي والجنوبي لـ الجبل الأسود، تصب في بحيرة جورج، ومن ثم في نهر لا شوت، وبحيرة شامبلين. الجانب الشمالي الشرقي من الجبل الأسود، تصب في بايك بروك، ومن ثم إلى الخليج الجنوبي لبحيرة شامبلين.
يقع الجبل الاسود داخل أديرونداك بارك [الإنجليزية] في نيويورك.
على قمة الجبل الأسود توجد محطة رصد جوي والتوربينات الريحية بالإضافة إلى برج الإطفاء الذي أصبح الآن خارج الخدمة وتم تسييجه من الجمهور.